# Montalto Uffugo
Montalto Uffugo là một thị xã và comune  ở tỉnh Cosenza trong vùng Calabria miền nam nước Ý.
Đô thị Montalto Uffugo có diện tích 78 ki lô mét vuông, dân số thời điểm năm 2007 là 17.258 người.
Đô thị này có các đơn vị dân cư (frazioni) sau: